# Гіясуддін Шіхмагомедов
Гіясуддін Шіхмагомедов (1960, Дагестан — 2 квітня 2020, с. Великі Чорнокінці) — український військовик, волонтер.

## Життєпис
Добровольцем пішов в АТО. Керував взводом 56-ї мотопіхотної бригади, через місяць його призначили командиром роти. Воював на Маріупольському напряму Донецької області. 
У 2015 році Гіясуддін Абдулмаксимович отримав контузію. Після чого він пройшов довготривале лікувався і був комісований. У березні 2016-го отримав II групу інвалідності.
Брав активну участь у волонтерській та громадській діяльності на Тернопільщині.
У 2018 році отримав сертифікат для придбання житла.
Помер 2 квітня 2020 року від важкої хвороби.

## Вшанування
У селі Великі Чорнокінці встановлено пам'ятник Гіясуддіу Шіхмагомедову.

### Відео
- Повідомили про смерть учасника АТО з Тернопільщини (відео), Т1 Новини, 2 квітня 2020 р.